# Tangena

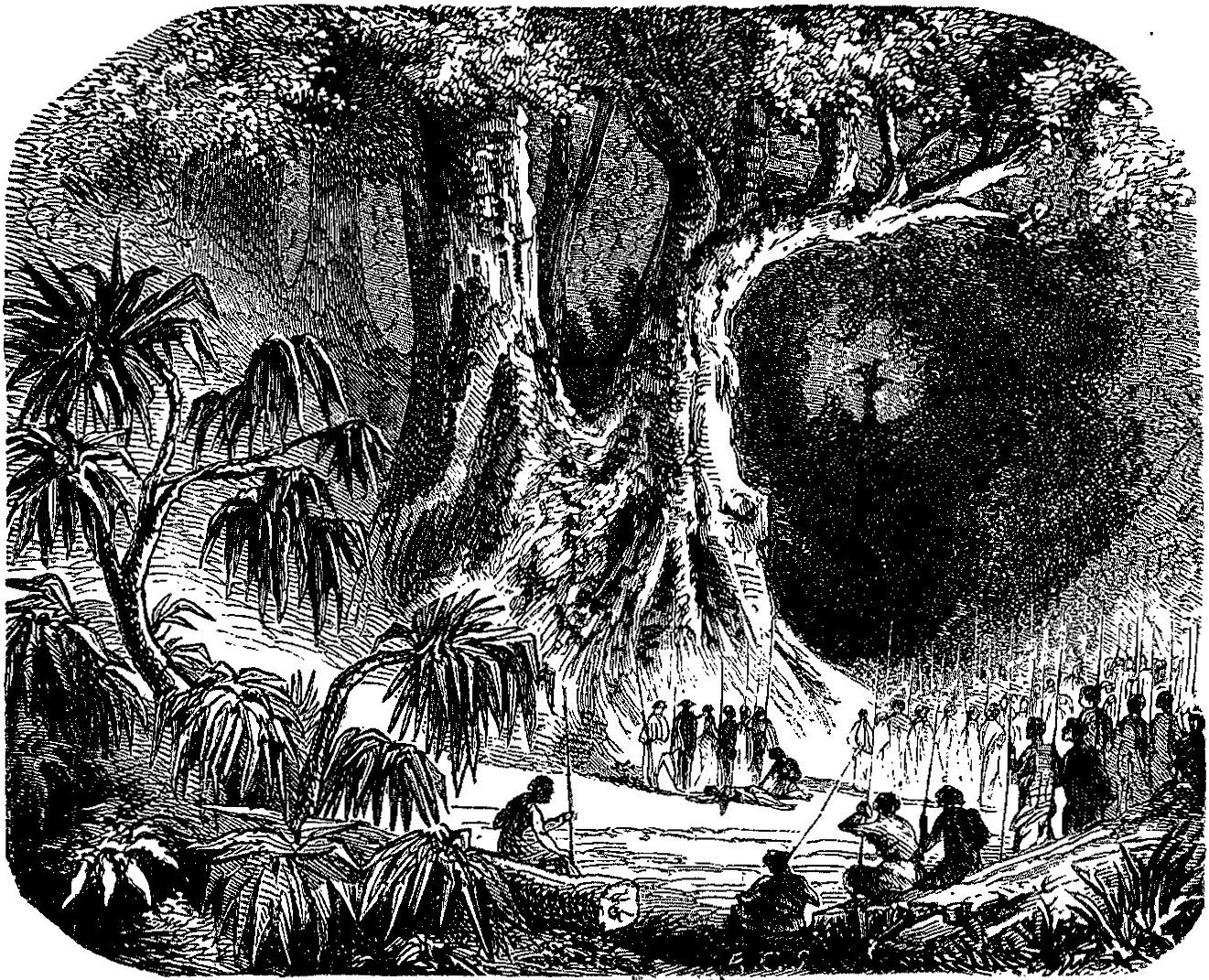
A 19th-century artist's depiction of the tangena ordeal

Tangena ist der Name der Gottesurteilsbohne (Cerbera manghas), eines einheimischen Baumes aus Madagaskar, dessen hochgiftige Früchte zur Durchführung von Gottesurteilen (Malagasy Tangena fampinomana) verwendet wurden um Schuld oder Unschuld von Angeklagten zu bestimmen.
Die Tradition der Tangena-Tortur, die im Laufe der Zeit verschiedene Formen angenommen hat, reicht mindestens bis ins 16. Jahrhundert in Imerina zurück. Das zentrale Hochlandkönigreich beherrschte vier Jahrhunderte später die Bevölkerung fast der gesamten Insel. Es wurde geschätzt, dass das Gift im Durchschnitt jedes Jahr für den Tod von bis zu 2 % der Bevölkerung der Zentralprovinz Madagaskar verantwortlich war, mit viel höheren Sterblichkeitsraten zu bestimmten Zeiten, beispielsweise während der Regierungszeit der Königin Ranavalona I. (1828–1861), als die zugehörigen Rituale besonders oft durchgeführt wurden.
Der Glaube an die Echtheit und Genauigkeit der Tangena-Tortur war so stark, dass unschuldige Menschen, die eines Verbrechens verdächtigt wurden, nicht zögerten, sich ihr zu unterwerfen; einige zeigten sogar Eifer, sich testen zu lassen. Die Verwendung von rituellen Giften in Madagaskar wurde 1863 von König Radama II. abgeschafft, aber auch nachdem sie offiziell verboten worden war, dauerte ihre Verwendung noch mindestens mehrere Jahrzehnte an.

## Etymologie
Der Begriff „Tangena“ entstammt dem offiziellen Dialekt des Malagasy des zentralen Hochlands.
Tangaina bedeutet „Schwören“ oder „Eid leisten“.

## Geschichte
Die genaue Entstehung des fampinomana ist unbekannt. Die Aufzeichnung der mündlichen Überlieferungen der Merina aus dem  19. Jahrhundert, Tantara ny Andriana eto Madagasikara, berichtet erstmals von dem Brauch mit Bezug zu König Andrianjaka (1612–1630) und beschreibt die Veränderungen in der Durchführung. König Andrianjaka führte im frühen 17. Jahrhundert eine grausame Änderung für diese traditionelle Form der Urteilsfindung ein: anstatt das Tangena-Gift dem Haushahn der angeklagten Person zu verabreichen um deren Unschuld zu bestimmen, falls das Tier überlebte, wurde das Gift dem Angeklagten selbst verabreicht. In Andrianjakas Zeit war diese Probe bereits verbreitet und respektiert, daher müssen die Praktiken bereits im 16. Jahrhundert verbreitet gewesen sein.
Anfang des 19. Jahrhunderts war die Tangena-Probe eine der Hauptprüfungen, mit denen Königin Ranavalona die Ordnung in ihrem Reich aufrechterhielt. Aus der Nuss des einheimischen Tangena-Strauchs wurde ein Gift gewonnen und eingenommen, wobei das Ergebnis über Unschuld oder Schuld entschied. Wenn Adlige (andriana) oder freie Männer (hova) gezwungen wurden, sich der Tortur zu unterziehen, wurde das Gift dem Angeklagten typischerweise erst verabreicht, nachdem Stellvertreter, also Hunde und Hähne bereits an den Auswirkungen des Giftes gestorben waren, während Mitglieder der Sklavenklasse (andevo) das Gift sofort selbst einnehmen mussten. Die Angeklagten erhielten das Gift zusammen mit drei Stücken Hühnerhaut: wenn alle drei Stücke der Haut erbrochen wurden, wurde die Unschuld erklärt, aber Tod oder ein Versagen beim Erbrechen der drei Hautstücke bezeichnete Schuld. Diejenigen, die starben, wurden zu Hexern erklärt. Die Sitte wollte es, dass es den Familien der Toten nicht erlaubt war sie im Familiengrab beizusetzen. Sie mussten die Leichname in abgelegenen, abweisenden Orten bestatten mit dem Kopf der Leiche nach Süden gewendet als Zeichen der Entehrung. Der madegassische Historiker Raombana aus dem 19. Jahrhundert beschreibt, dass die Tangena-Probe in den Augen der breiten Bevölkerung als eine Art himmlische ausgleichende Gerechtigkeit galt, in welche die Öffentlichkeit ihr bedingungsloses Vertrauen setzte, sogar so weit, dass sie einen Schuldspruch trotz Unschuld als gerechtes, aber unverständliches göttliches Geheimnis akzeptierte.
Die Menschen konnten sich gegenseitig verschiedener Verbrechen bezichtigen, darunter Diebstahl, Christentum und insbesondere Hexerei, für welche die Tangena-Probe routinemäßig angewendet wurde. Im Durchschnitt starben schätzungsweise 20 bis 50 Prozent derjenigen, die die Tortur durchmachten. In den 1820er Jahren verursachte die Tangena-Probe jährlich etwa 1.000 Todesfälle. Dieser Durchschnitt stieg zwischen 1828 und 1861 auf etwa 3.000 jährliche Todesfälle. Im Jahr 1838 starben schätzungsweise bis zu 100.000 Menschen in Imerina an den Folgen der Tangena-Probe, was etwa 20 Prozent der Bevölkerung entsprach.
Die Tangena-Tortur wurde 1863 von Radama II. verboten. Darüber hinaus verfügte Radama, dass diejenigen, die an der Tangena-Probe gestorben waren, nicht länger der Zauberei schuldig sein würden und ihre Körper wieder in Familiengräbern begraben werden dürften. Dieses Dekret wurde mit Freude begrüßt und führte zu massenhaften Wiederbestattungen, da fast jede Familie Mitte des 19. Jahrhunderts in Imerina mindestens ein Familienmitglied durch eine Tangena-Probe verloren hatte. Trotz dieses königlichen Erlasses wurde die Probe in Imerina heimlich und in anderen Teilen der Insel offen weiterhin eingesetzt. Eines der Schlüsselereignisse erfolgte bei der Anerkennung von Radamas Witwe Rasoherina. Sie musste von ihren Ministern akzeptiert werden, bevor sie ihrer Thronfolge zustimmten. Und sie hielt an der Abschaffung der Tangena-Probe fest.